# حوسبة خدمية
الحوسبة الخدمية هي نموذج لتقديم الخدمة فيه يوفر مقدمو الخدمة الموارد الحاسوبية وإدارة البنى للزبائن حسب الحاجة، ويحاسبونهم بناءً على قدر استخدامهم وليس بمعدلات ثابتة. تسعى الحوسبة الخدمية، مثل طرق أخرى للحوسبة حسب الطلب، إلى تعظيم الاستخدام الفعال للموارد و/أو تقليص التكاليف المترتبة. والخدمة هنا، يمكن أن تعرف على أنها الموارد الحاسوبية المحزمة، مثل الحوسبة والتخزين والخدمات، التي تقدم كخدمة يمكن قياسها. يتميز هذا النموذج بانخفاض أو عدم وجود تكاليف ابتدائية لامتلاك الموارد الحاسوبية؛ فبدلًا عن ذلك، يجري تأجير الموارد الحاسوبية.
إعادة تحزيم الموارد الحاسوبية أصبحت أساس التحول إلى نماذج الحوسبة حسب الطلب والبرمجيات كخدمات والحوسبة السحابية، وكلها أسهمت في مزيد من الانتشار لفكرة تقديم الحوسبة والتطبيقات والشبكات في صورة خدمات.